# 15434 Mittal
15434 Mittal (1998 VM25) là một tiểu hành tinh và tiểu hành tinh vành đai chính được phát hiện ngày 10 tháng 11 năm 1998 bởi Nhóm nghiên cứu tiểu hành tinh gần Trái Đất phòng thí nghiệm Lincoln ở Socorro.